# Rhyncomya townsendi
Rhyncomya townsendi är en tvåvingeart som beskrevs av James 1977. Rhyncomya townsendi ingår i släktet Rhyncomya och familjen Rhiniidae.
Artens utbredningsområde är Pakistan. Inga underarter finns listade i Catalogue of Life.